# Théodore Chassériau
Pour les articles homonymes, voir Chassériau.
Théodore Chassériau, né le 20 septembre 1819 à Santa Bárbara de Samaná dans la colonie espagnole de Saint-Domingue (actuelle République dominicaine), et mort le 8 octobre 1856 à Paris, est un peintre français. Le portrait qu'il réalisa à l'âge de 15 ans de Prosper Marilhat fait de Théodore Chassériau le plus jeune peintre exposé au musée du Louvre.
Son père, Benoît Chassériau est un diplomate, agent secret français, et ministre de la police de l'État libre de Carthagène des Indes (Colombie). Il est le premier diplomate français auprès de la République de Colombie en 1824.

## Biographie
Théodore Chassériau vit ses premières années à El Limón de Samaná, dans la colonie espagnole de Saint-Domingue (actuelle République dominicaine) . Il est élevé par sa mère Marie-Madeleine Couret de la Blaquière, elle-même issue d'une famille de colons. L'enfance du peintre est marquée par l'absence de son père Benoît Chassériau, un temps ministre de l'Intérieur du Libertador Simón Bolívar (libérateur de la Bolivie, de la Colombie, de l'Équateur, du Panama, du Pérou et du Venezuela de la domination espagnole), probablement agent secret dans l'Amérique espagnole et consul de France à Porto Rico. Son père laisse la charge de la famille à son fils aîné Frédéric-Victor-Charles Chassériau, lequel fait venir ses frères et sœurs à Paris en 1822.
Jean-Auguste-Dominique Ingres, son professeur à l'École des beaux-arts de Paris de 1830 à 1834, décèle très tôt le talent du jeune Théodore et lui prédit qu'il sera « le « Napoléon » de la peinture ». Nommé directeur à la villa Médicis, Ingres lui propose de le suivre à Rome, offre que Chassériau décline, faute d'argent.
Théophile Gautier, qu’il rencontre la première fois en 1833, sera un ami et un ardent défenseur de son œuvre et publiera plusieurs critiques de ses toiles dans le quotidien La Presse. Gautier lui prête alors des « vies imaginaires » ou parle de « grâce étrange » pour tenter de rendre compte de l'univers particulier du peintre. Chassériau ne cesse de se jouer d'atmosphères troubles, étranges, équivoques et mystérieuses. En 1839, Chassériau commence à exposer au Salon avec Suzanne au bain .
En 1840, il part pour Rome avec le peintre Henri Lehmann et peint le portrait du père Henri Lacordaire, renoue un temps avec son maître, Ingres, qui lui reprochera son manque de savoir livresque et avec lequel il rompra définitivement. Parmi les principales œuvres de sa maturité précoce il faut citer, en 1843, la peinture murale de l'église Saint-Merri (Paris) aux figures sinueuses et élégantes inspirés par Ingres.
Théodore Chassériau, admirateur d'Eugène Delacroix, se sent attiré par l’Orient. Sur l’invitation du calife de Constantine, Ali Ben Ahmed, il se rend en Algérie en 1846. Ses scènes de combats de cavaliers arabes et ses scènes de vie des femmes à Alger montrent sa maîtrise du mouvement et de la couleur.
Il cultive les clichés érotiques de la femme orientale, notamment dans son Femme mauresque sortant du bain au sérail.
Ami d'Alexis de Tocqueville et conseiller d’État, son frère aîné Frédéric Chassériau, l'appuie pour l'obtention de la commande des fresques ornant l’escalier d’honneur de la Cour des comptes, située dans le palais d’Orsay (détruites en 1871). Charles Frédéric Chassériau, cousin germain de l'artiste, avait lui-même participé à la construction de la Cour des comptes 20 ans plus tôt. Les fresques, peintes par Chassériau de 1845 à 1848, constituaient certainement son œuvre majeure ; seuls quelques restes ont pu être sauvés grâce à l’initiative du baron Arthur Chassériau et d’Ary Renan et sont aujourd’hui conservés à Paris au musée du Louvre.
Chassériau combine les leçons de ses deux maîtres. La pureté classique des lignes inspirées par Ingres s'anime de la fougue romantique de Delacroix, son second maître,.
Chassériau, dans ses peintures, crée des images de femmes stéréotypées et exacerbe leur érotisme (Esther se parant pour être présentée au roi Assuérus, dit La Toilette d'Esther, musée du Louvre).

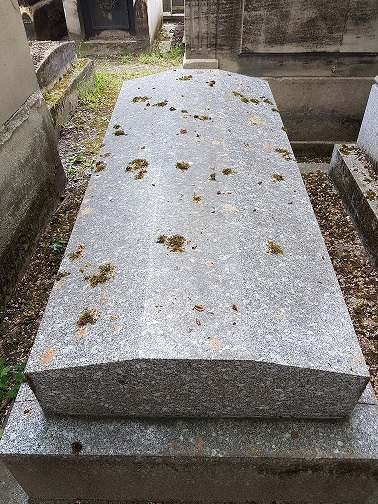
Vue de la sépulture de Théodore Chassériau au cimetière de Montmartre.

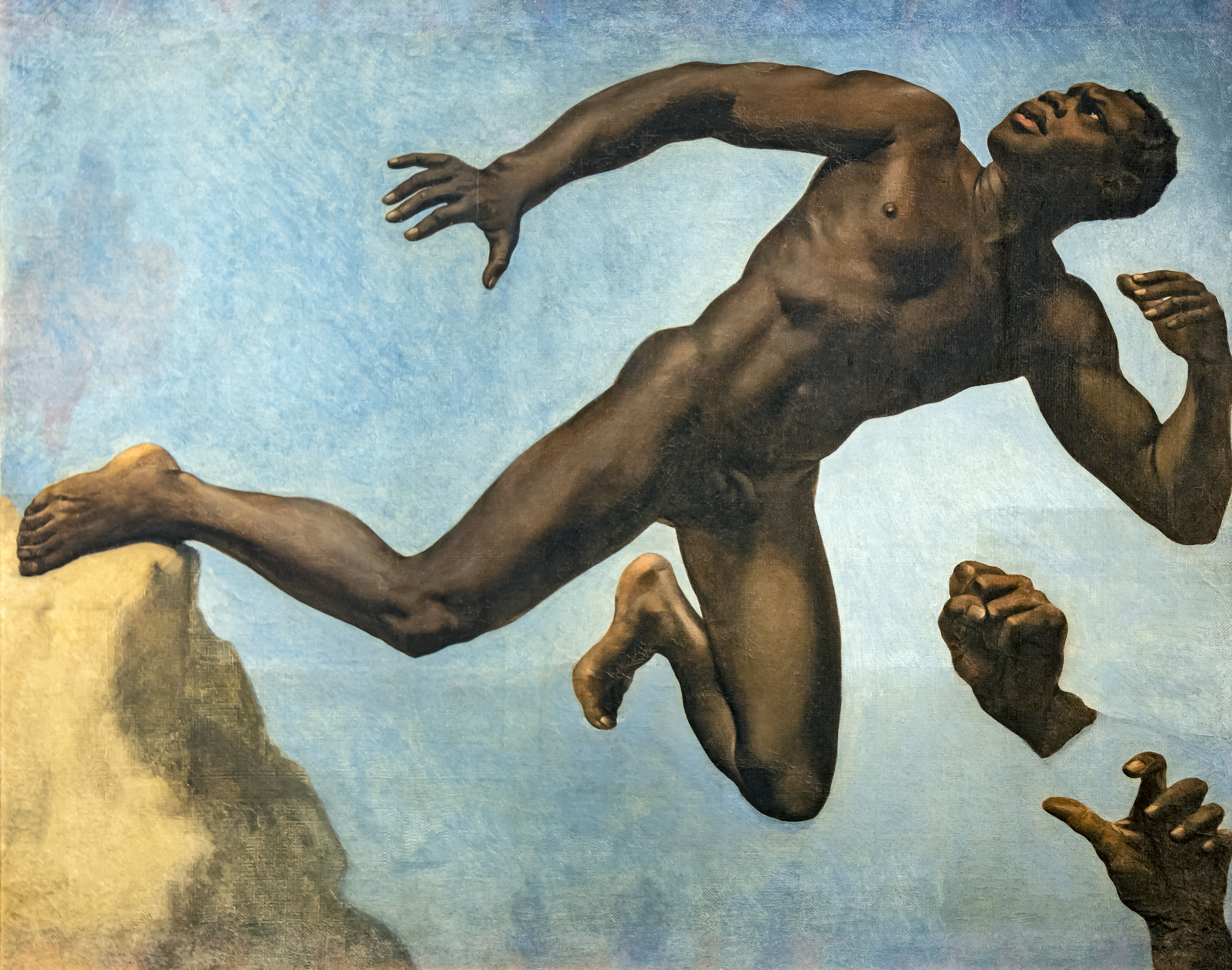
Étude d'homme (1832) - musée de Montauban.

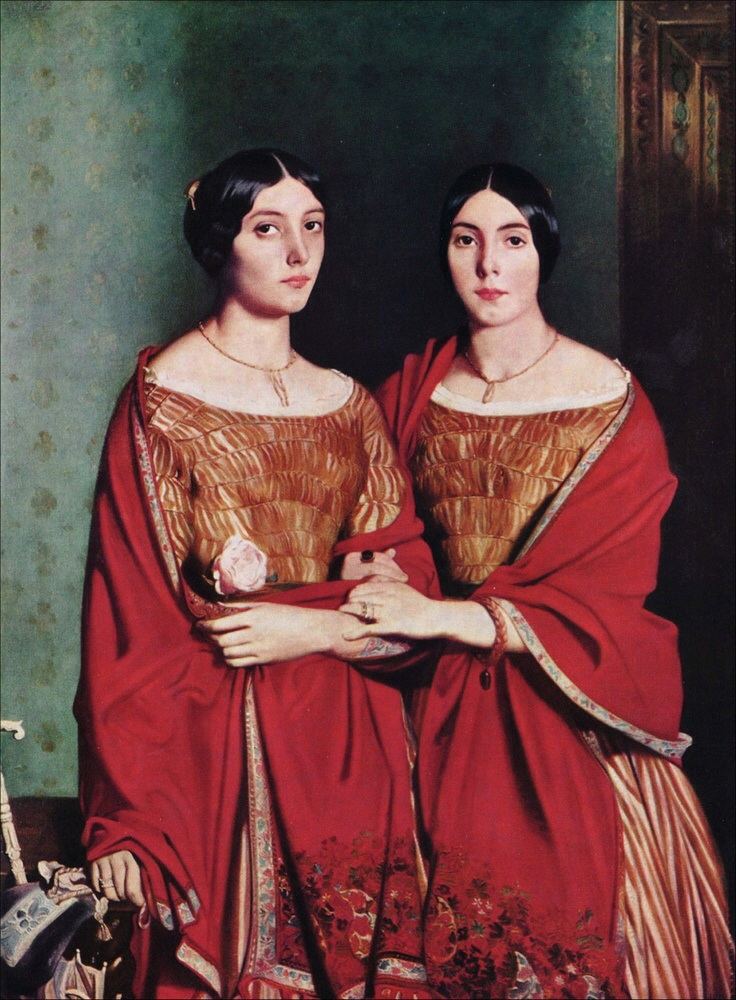
Les Deux sœurs (1843, Paris, musée du Louvre).

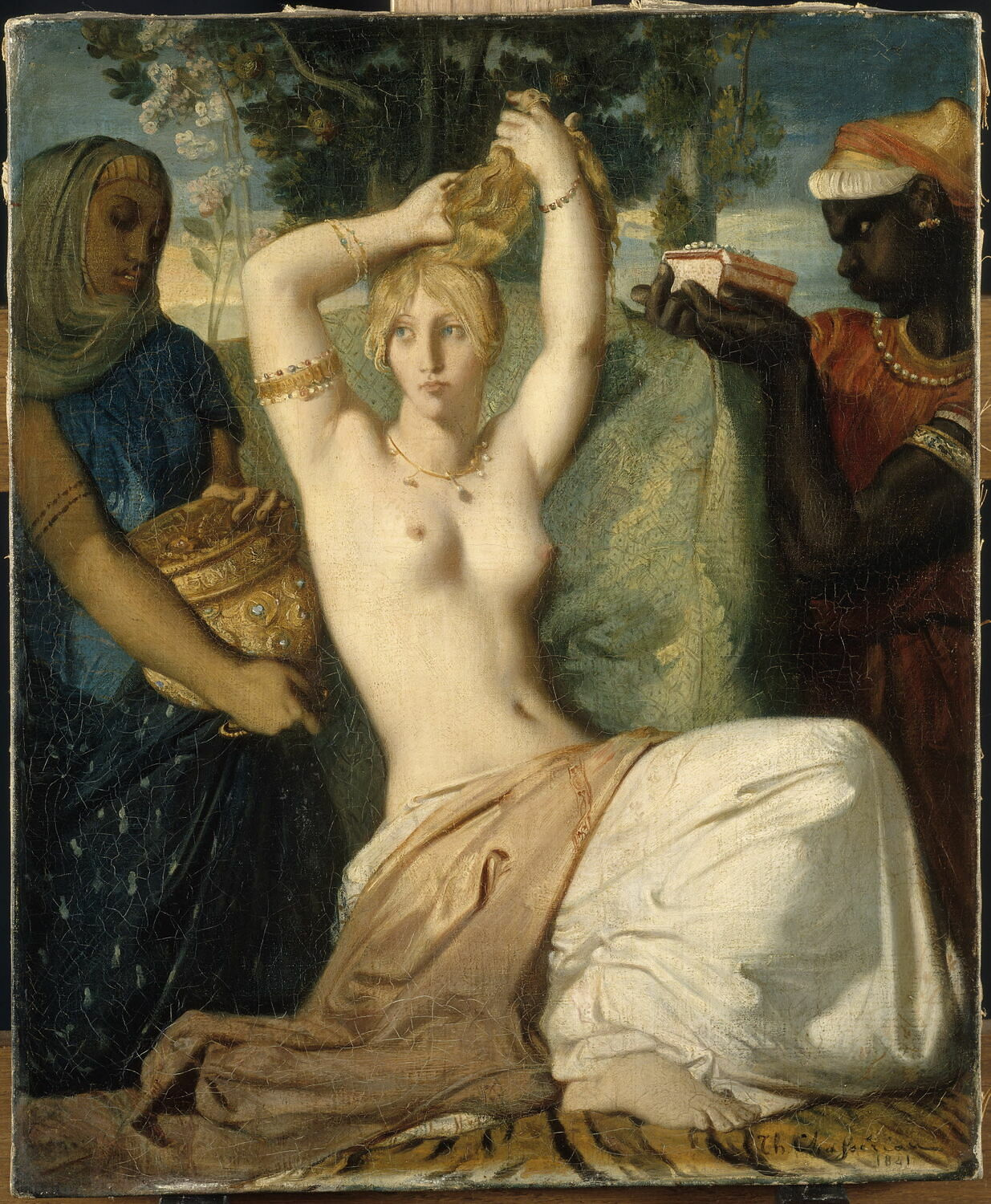
Esther se parant pour être présentée au roi Ahasuerus, dit La Toilette d'Esther (1841), huile sur toile,, Paris, musée du Louvre.

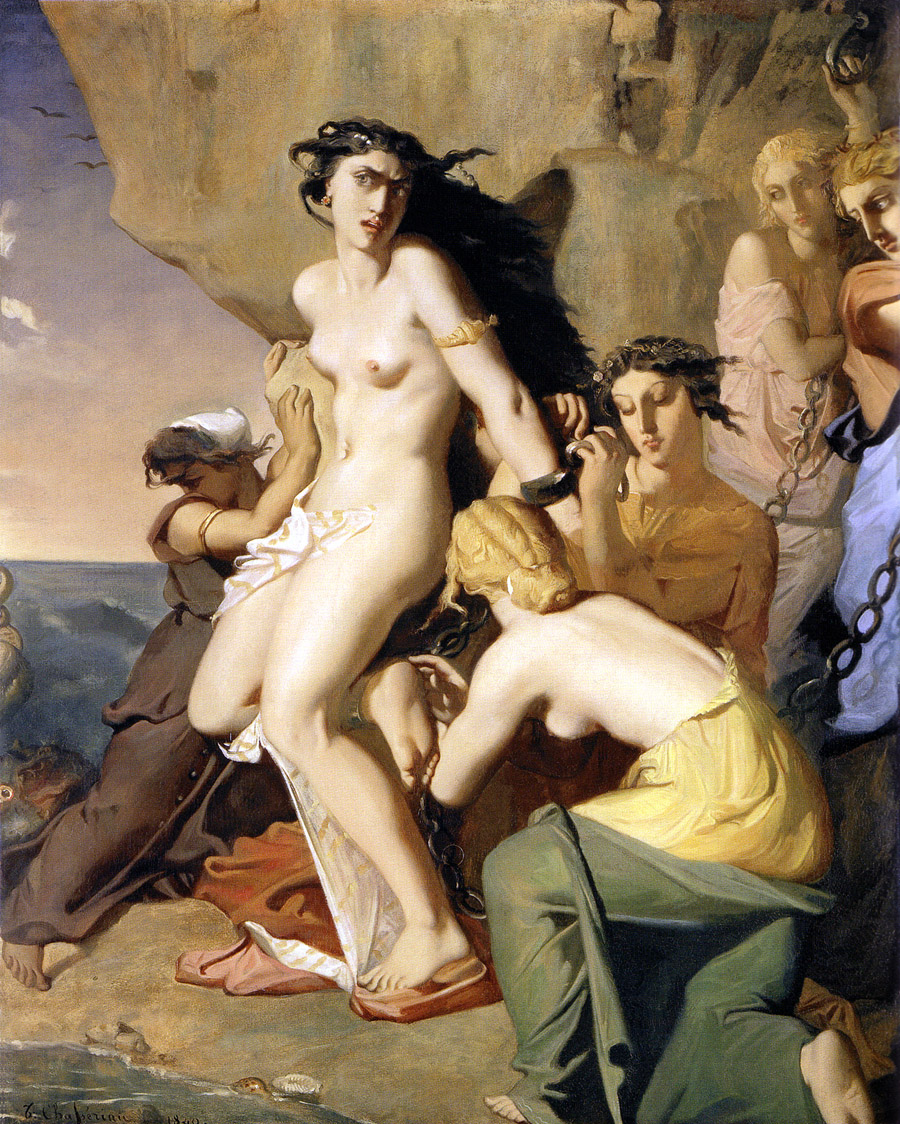
Andromède attachée au rocher par les Néréides (1840), Paris, musée du Louvre.

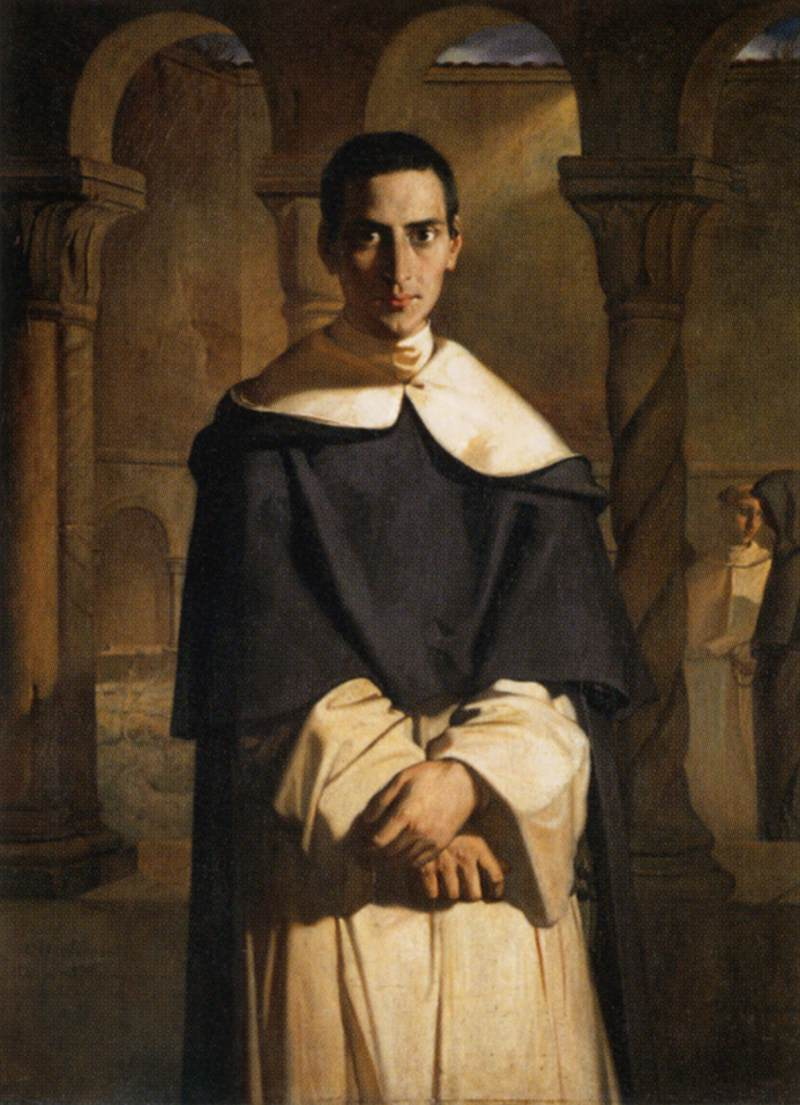
Révérend Père Henri-Dominique Lacordaire (1840), Paris, musée du Louvre.

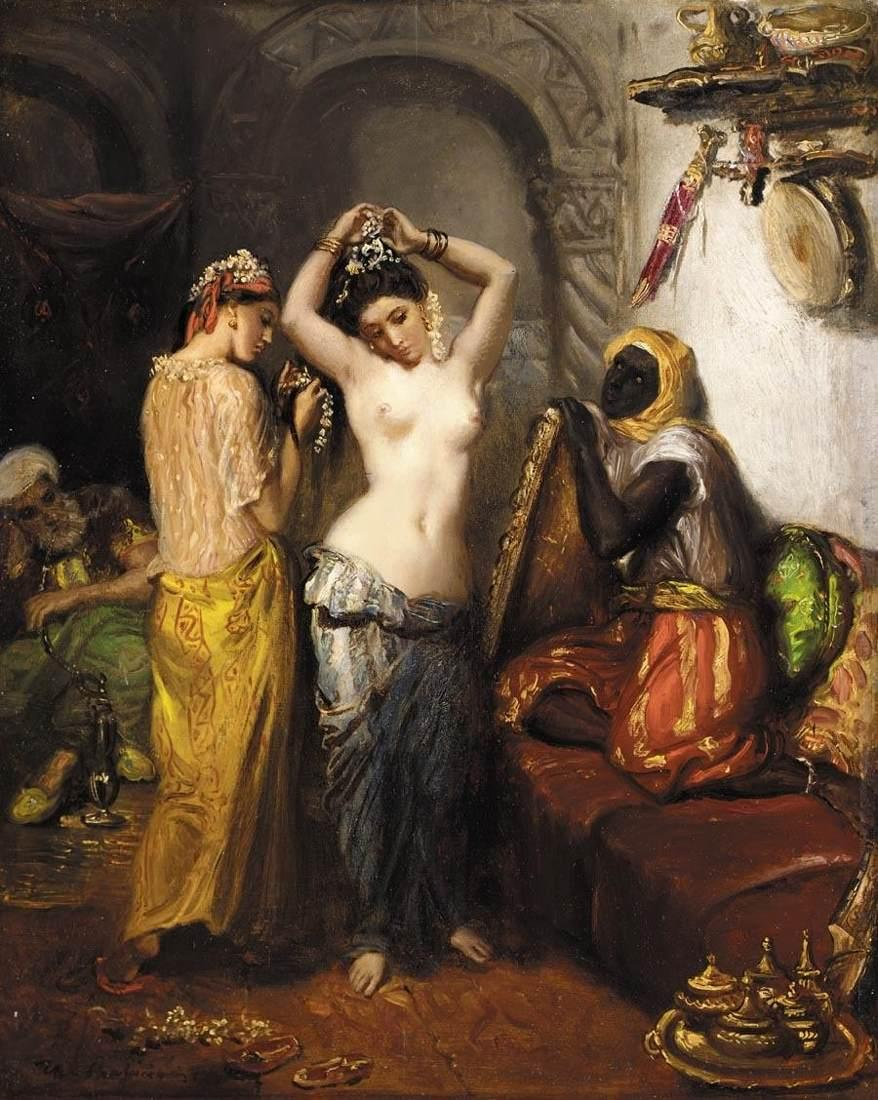
Nu dans un harem (entre 1850 et 1852), collection particulière.

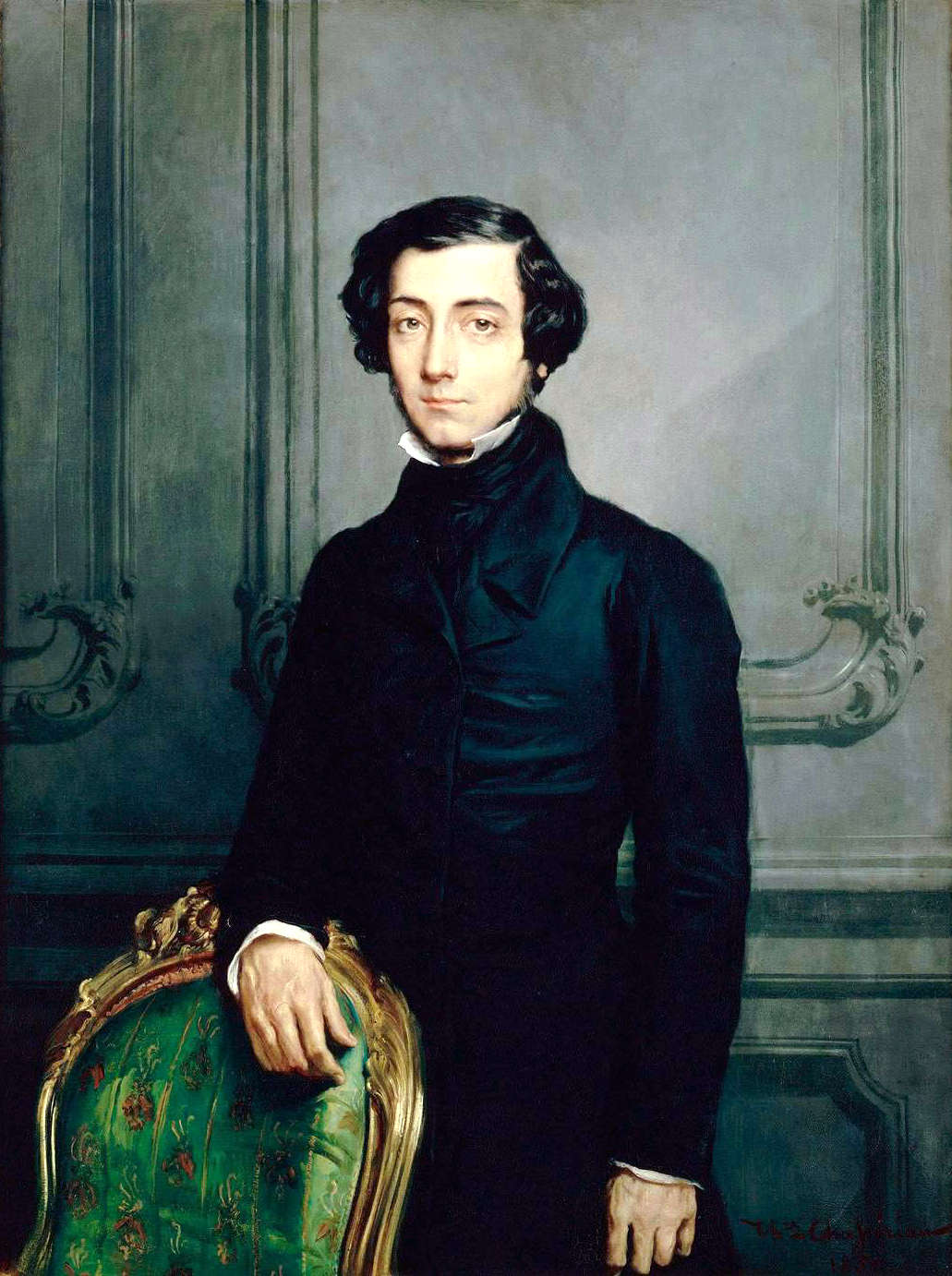
Portrait d'Alexis de Tocqueville (1855), château de Versailles.

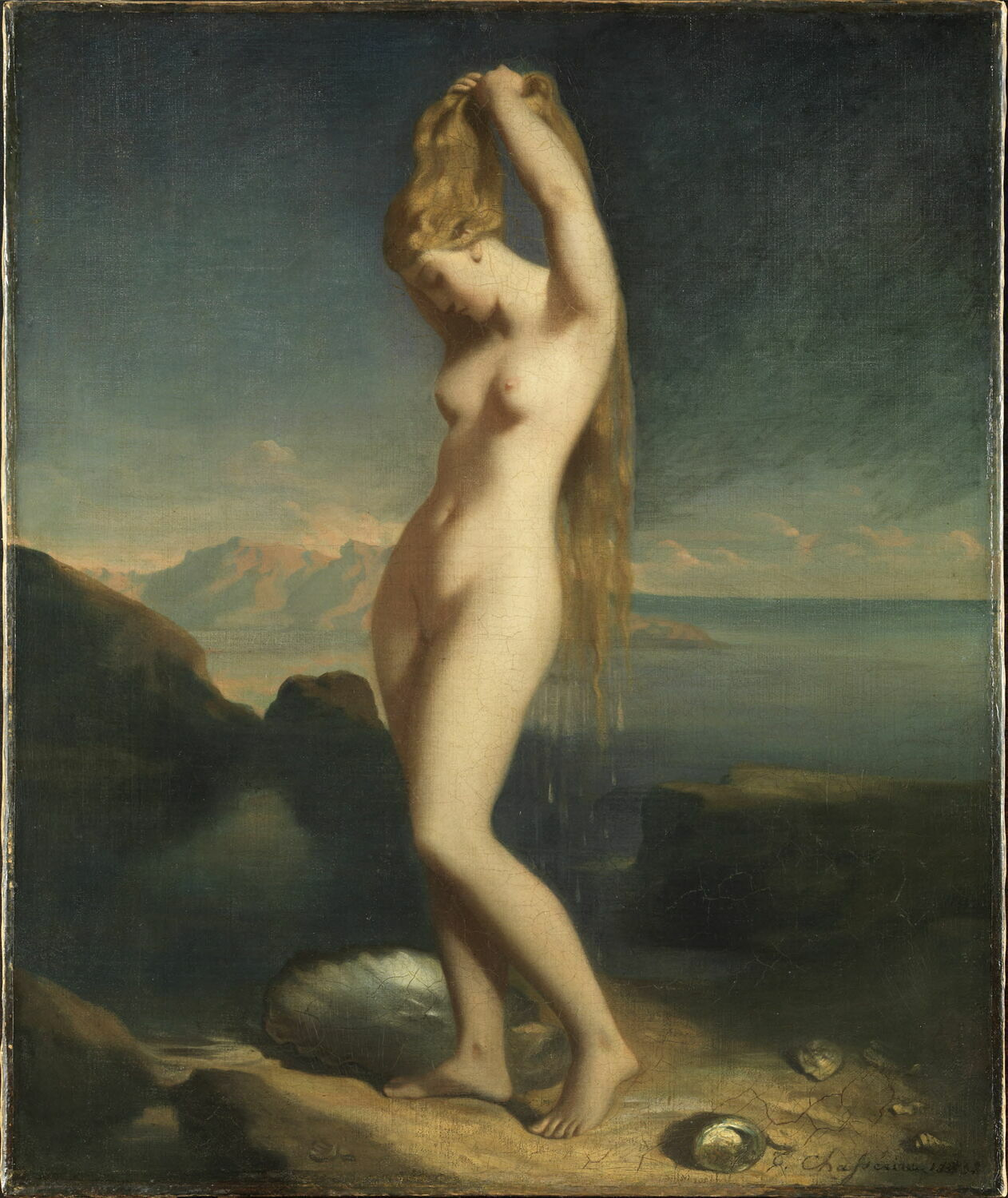
Vénus marine dite Vénus anadyomène (1838), Paris, musée du Louvre.

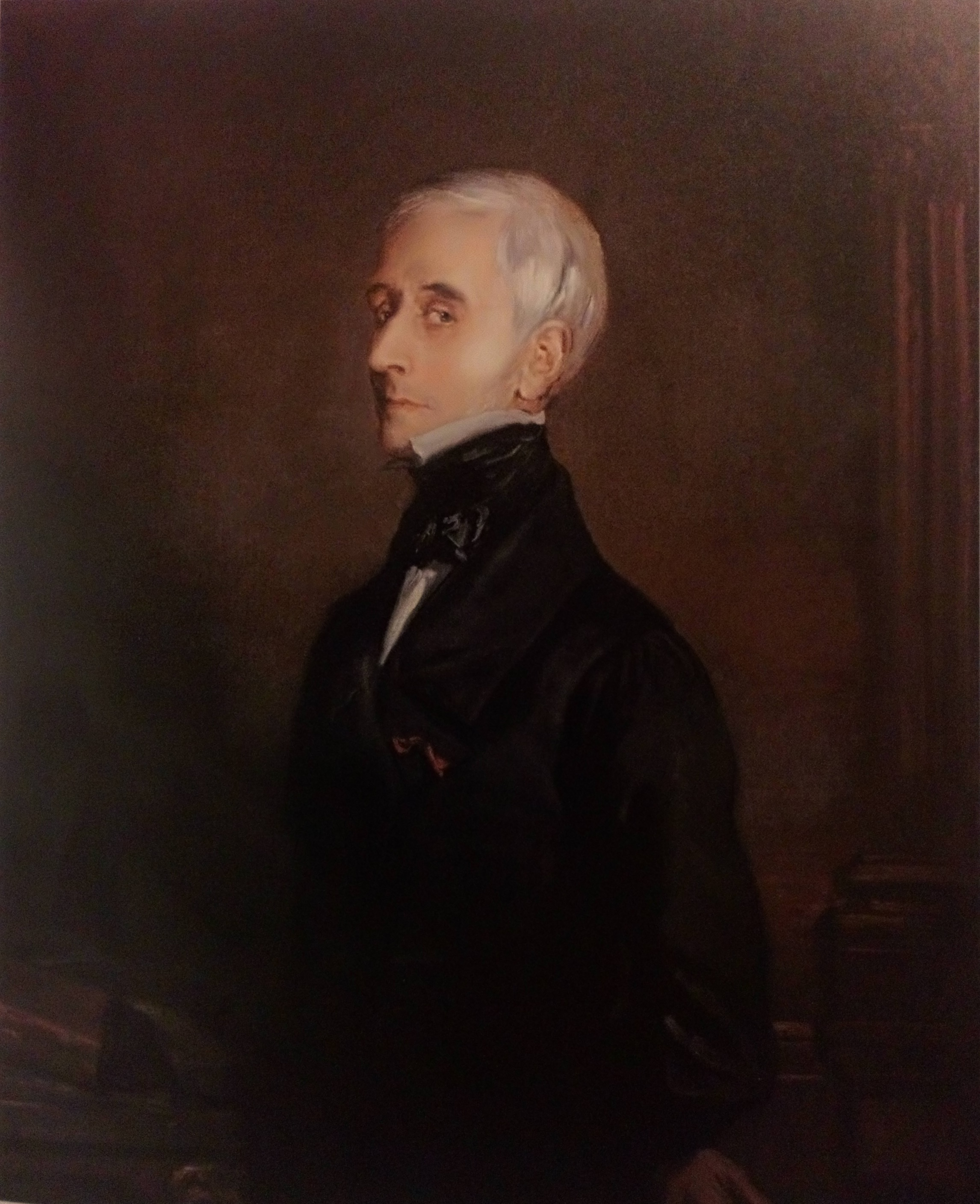
Portrait du comte Emile Desages (1848), Paris, ministère des Affaires étrangères, Paris.

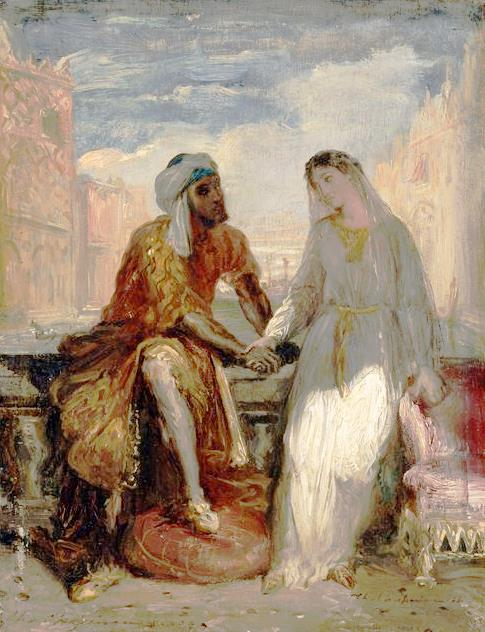
Othello et Desdémone à Venise (1850), huile sur bois,, Paris, musée du Louvre.

Il entretient une relation passionnée avec la comédienne Alice Ozy qui dure deux ans et lui vaut la jalousie de Victor Hugo, admirateur éconduit de la comédienne. Parmi ses nombreux amis, on compte le peintre William Haussoullier (portrait crayonné, 1850).
Chassériau meurt à 37 ans, en 1856, à son domicile du no 2 rue Fléchier à Paris. Il avait reçu les insignes de chevalier de la Légion d'honneur le 3 mai 1849.
Il est inhumé à Paris au cimetière de Montmartre, 32e division, avenue Saint-Charles, avec sa famille dont son frère Frédéric (1807-1881), conseiller d'État et son petit cousin Arthur Chassériau (1851-1934).
Théophile Gautier rédigea dans le journal L'Artiste son oraison funèbre : « Chassériau est mort à 37 ans, comme Raphaël, dans la plénitude de la vie et du talent... Il savait et pouvait. Parti d'Ingres, ayant traversé Delacroix comme pour colorer son dessin si pur, il était depuis longtemps lui-même un maître. »

## Postérité
Gustave Moreau réalisera en hommage à son ami et sans doute maître, le tableau Le Jeune Homme et la Mort,.
Le frère aîné du peintre, Frédéric-Victor-Charles Chassériau, a fait don des esquisses pour la chapelle des fonts de l'église Saint-Roch et de l’hémicycle de l'église Saint-Philippe-du-Roule au Musée de la ville de Paris (Petit Palais).,
Enfin, l’œuvre de Chassériau a fait l’objet d’une des plus grandes donations faites aux musées nationaux. En 1936, le cousin issu de germain du peintre, le baron Arthur Chassériau, légua aux musées nationaux l'ensemble des œuvres de Chassériau qu'il avait mis une vie à réunir, soit 74 peintures et quelque 2 200 dessins. Ces œuvres sont aujourd’hui conservées à Paris au musée du Louvre (où une salle lui est consacrée), au musée d'Orsay, à Poitiers au musée Sainte-Croix, et dans divers musées nationaux en province.
Les peintures et dessins de Chassériau sont exposés dans trois continents au travers des collections permanentes des musées nord américains (États-Unis et Canada), en Asie au Musée national de l'art occidental de Tokyo et en Afrique au Musée national des beaux-arts d'Alger. Les principaux musées nord américains possédant des œuvres de l'artiste, sont : Metropolitan Museum of Art de New York, Fogg Art Museum de l'université Harvard, National Gallery of Art de Washington, Detroit Institute of Arts, Museum of the Art Rhode Island School of Design, J. Paul Getty Museum, l'Art Institute of Chicago et le Musée des beaux-arts de Montréal.
La dernière grande rétrospective des œuvres de Chassériau s'est tenue en 2017 au musée national de l'art occidental de Tokyo sur le thème « Théodore Chassériau : Parfum exotique ».
Avant celle de Tokyo, il y eut en 2002 la grande rétrospective « Théodore Chassériau (1819-1856), Un autre romantisme » au Grand Palais à Paris qui s'est ensuite transportée au Metropolitan Museum of Art de New York et au musée des beaux-arts de Strasbourg.

## Principales œuvres
Pour le portrait qu'il fait de Prosper Marilhat en 1835, Chassériau, n'a que 15 ans. Il est ainsi le plus jeune peintre exposé au musée du Louvre.

### De 1835 à 1849
- 1835 : Autoportrait, peinture (musée du Louvre)
- 1835 : Aline Chassériau, peinture (musée du Louvre)
- 1835 : Prosper Marilhat (1811-1847), peinture (musée du Louvre)
- 1836 : Ernest Chassériau, peinture (musée du Louvre)
- 1836 : Caïn maudit
- 1836 : Portrait d'Aline Chassériau, dessin (Fogg Art Museum de Harvard)
- 1836 : L'Enfant et la poupée (portrait de Laure Stéphanie Pierrugues), peinture (coll. privée)
- 1836 : L'Enfant au basson (portrait de Victor Pierrugues), peinture (coll. privée)
- 1836 : Retour de l'enfant prodigue
- 1837 : Ruth et Booz
- 1838 : Vénus marine dite Vénus Anadyomène, peinture (musée du Louvre)
- 1839 : Suzanne au bain, peinture (musée du Louvre)
- 1840 : Andromède attachée au rocher par les Néréides, peinture (musée du Louvre)
- 1840 : Henri Lacordaire (cloître de Sainte-Sabine à Rome), peinture (musée du Louvre)
- 1840 : Jeune prêtre, peinture (Detroit Institute of Arts)
- 1840 : Le Christ au Jardin des Oliviers (musée des beaux-arts de Lyon)
- 1840 : Diane surprise par Actéon, 55 × 74 cm
- 1840-1841: Bacchantes et satyres, huile sur bois, 47 x 32,5 cm (musée des beaux-arts d'Orléans)[14]
- 1841 : Esther se parant pour être présentée à Assuérus dit La toilette d'Esther, peinture (musée du Louvre)
- 1841 : Portrait de Jeune Femme aux colliers de perles, peinture (Fogg Art Museum of Harvard)
- 1841 : Portrait de La Comtesse de Marie d'Agoult (dessin et peinture)
- 1841 : Charlotte de Pange (1616-1850) (Metropolitan Museum of Art, New York)
- 1842 : Trois scènes de la vie de Sainte Marie l'Egyptienne, dessin préparatoire (musée du Louvre)[15]
- 1842 : La baigneuse (vue de dos) (Pinacothèque de Munich)
- 1842 : Amiral Baron Guy-Victor Duperré, dessin (Detroit Institute of Arts)[16]
- 1842 : Les Captives troyennes
- 1842 : Descente de croix (Saint-Étienne, église Sainte-Marie. Salon de 1842)
- 1843 : Les Deux Sœurs (Aline & Adèle, sœurs de Théodore) (musée du Louvre)
- 1844 : Apollon et Daphné, peinture (musée du Louvre)
- 1844 : Le Christ au Jardin des oliviers (autre version, entièrement différente de celle de 1840 - abbatiale de Souillac, Lot)
- 1845 : Ali-Ben-Hamed, calife de Constantine, peinture (musée de Versailles)[17]
- 1845 : Cléopâtre se donnant la Mort
- 1845 : Portrait de femme
- 1846 : Baronne Charles Frédéric Chassériau née Joséphine Warrain, dessin à la mine de plomb (Art Institute of Chicago)
- 1846 : Portrait de M. Félix Barthe, dessin (Museum of the Art Rhode Island School of Design)
- 1847 : Femme maures, dessin, musée du Louvre
- 1848 : L'Actrice Alice Ozy, dessin (Detroit Institute of Arts)
- 1848 : Mademoiselle Cabarrus, peinture (musée des beaux-arts de Quimper)
- 1849 : ''Le Coucher de Desdémone, musée du Louvre[18]
- 1849 : Héro et Léandre, dit Le Poète et la Sirène (musée du Louvre)

### De 1850 à 1856
- 1850 (salon) : Femme de pêcheur de Mola di Gaete embrassant son enfant peinture, peinture (musée du Louvre)[19]
- 1850 : Baigneuse endormie près d'une source, peinture (Avignon, Musée Calvet)
- 1850 : Othello et Desdémone à Venise, musée du Louvre[20]
- 1850 : La Tentation de Saint Antoine
- 1850 : Young Moorish Woman Nursing her Child, peinture (Metropolitan Museum of Art, New York)
- 1850 : Le Baptême de l'eunuque
- 1850 : Portrait d'Alexis de Tocqueville, dessin
- 1850-1855 : Le Bon Samaritain (musée du Louvre)[21]
- 1851 : Femme et fillette de Constantine avec une gazelle
- 1851 : Portrait of Raymond de Magnoncourt, dessin (The J. Paul Getty Museum)
- 1851 : Scène dans le quartier juif de Constantine, Metropolitan Museum, New York[22]
- 1852 : Chefs de tribus arabes se défiant en combat singulier, sous les remparts d'une ville (musée d'Orsay)
- 1852 : Cavaliers arabes emportant leurs morts, après une défaite contre des Spahis, il existe deux versions au musée du Louvre et au Fogg Art Museum de Harvard
- 1852 : Le Christ chez Marthe et Marie
- 1852 :La Petra Camera, 32,2 × 23,4 cm (musée des beaux-arts de Budapest)
- vers 1852 : Roméo et Juliette, (musée du Louvre)
- 1853 : Marchand arabe présentant une jument (palais des beaux-arts, Lille)
- 1853 : Tepidarium de Pompei, peinture (musée d'Orsay)

Le prince Napoléon fit faire une grande aquarelle où se trouvent réunis les tableaux qu'il avait le plus appréciés au cours de sa visite de l'Exposition Universelle de 1855. Un des deux tableaux était le Tepidarium de Chassériau. Le prince Napoléon était à cette époque président de la section des Beaux-Arts
- 1854 : Le Tepidarium, au thermes de Pompeii, (68 × 135cm) (Museum of Gezireh, Caire - Égypte)
- 1854 : Saint François Xavier baptisant les Indiens, musée Salies, Bagnères-de-Bigorre[23]
- 1854 : Bataille de cavaliers arabes autour d'un étendard Dallas Museum of Art, hst 54 × 64 cm
- 1854 : Macbeth apercevant le spectre de Banco
- 1854 : Intérieur de Harem, peinture 66 × 53,5 cm (musée des beaux-arts de Strasbourg)
- 1855 : Macbeth suivi de Banco rencontre les Trois Sorcières sur la Lande
- 1855 : Combat de cavaliers arabes, peinture (Fogg Art Museum of Harvard)
- 1855 : La Défense des Gaules par Vercingétorix (musée d'Art Roger-Quilliot de Clermont-Ferrand)
- 1856 : Combat de cavaliers arabes, peinture, (musée du Louvre, Paris)[24]

### Décoration et fresques
- 1843 : fresque de l'église Saint-Merri à Paris : fresques de sainte Marie l’Égyptienne
- 1844-1848 : la série de fresques dont La Paix qui décorait l'escalier d'honneur de la Cour des comptes à Paris. À la suite de l'incendie du Palais d'Orsay dans la nuit du 23 au 24 mai 1871, seules quelques fresques purent être sauvées grâce au comité Chassériau et sont aujourd'hui visibles au Musée du Louvre. Ces fresques constituaient l'œuvre la plus aboutie de Chassériau.
- 1853 : huile sur toile de l'église Saint-Roch à Paris
- 1852-1855 : fresque dans l’abside de l'église Saint-Philippe-du-Roule à Paris
- Descente de croix de l'église Sainte-Marie à Saint-Étienne

### Dessins
- Études de femme relevant sa chevelure et de mendiante tenant un enfant[25], plume et encre brune sur papier bleu jauni. H. 0,280 ; L. 0,220 m. Paris, Beaux-Arts de Paris[26]. Ce dessin rassemble deux études distinctes: la première est à mettre en relation avec la Toilette d'Esther présentée au Salon de 1842 ; on y retrouve cette figure féminine au centre de la toile, esquissant le geste de relever sa chevelure. La deuxième, la figure de mendiante, correspond aux études de figures du séjour italien de Chassériau observées dans la rue[27].
- Portrait d'une petite fille, vue de face[28], graphite. H. 0,185 ; L. 0,130 m. Ce dessin est un portrait, saisi sur le vif, d'une petite fille dont l'identité nous échappe, plongée dans sa rêverie. Le caractère instantané de l'œuvre est renforcé par le choix du cadrage serré sur les traits du visage. C'est sans doute au cours d'une séance de pose pour un portrait plus officiel dans une famille de son cercle qu'il réalisa ce dessin[29].
- Le Martyre de sainte Félicité et sainte Perpétue, 1841-1842, sanguine sur papier vélin, 59,8 x 30,1 cm, musée des Beaux-Arts d’Orléans[30].

### Œuvres non datées
- Halte de Spahis auprès d'une Source (musée du Louvre)
- Sappho se précipitant du rocher de Leucate (musée du Louvre)
- La Femme de Mola di Gaète embrassant son enfant (musée du Louvre)
- Portrait présumé de la marquise de Caussade (musée national des beaux-arts d'Alger, Alger)
- Apollon et Daphné, estampe, 30.5 x 23.5 cm, Imp. Bertaut, (Nemours, Château-Musée)[31].

### Œuvres gravées
- 1842 : Vénus anadyomène, lithographie éditée chez Bry (British Museum, Londres)
- 1844 : Othello, 15 planches gravées à l'eau forte (musée du Louvre)

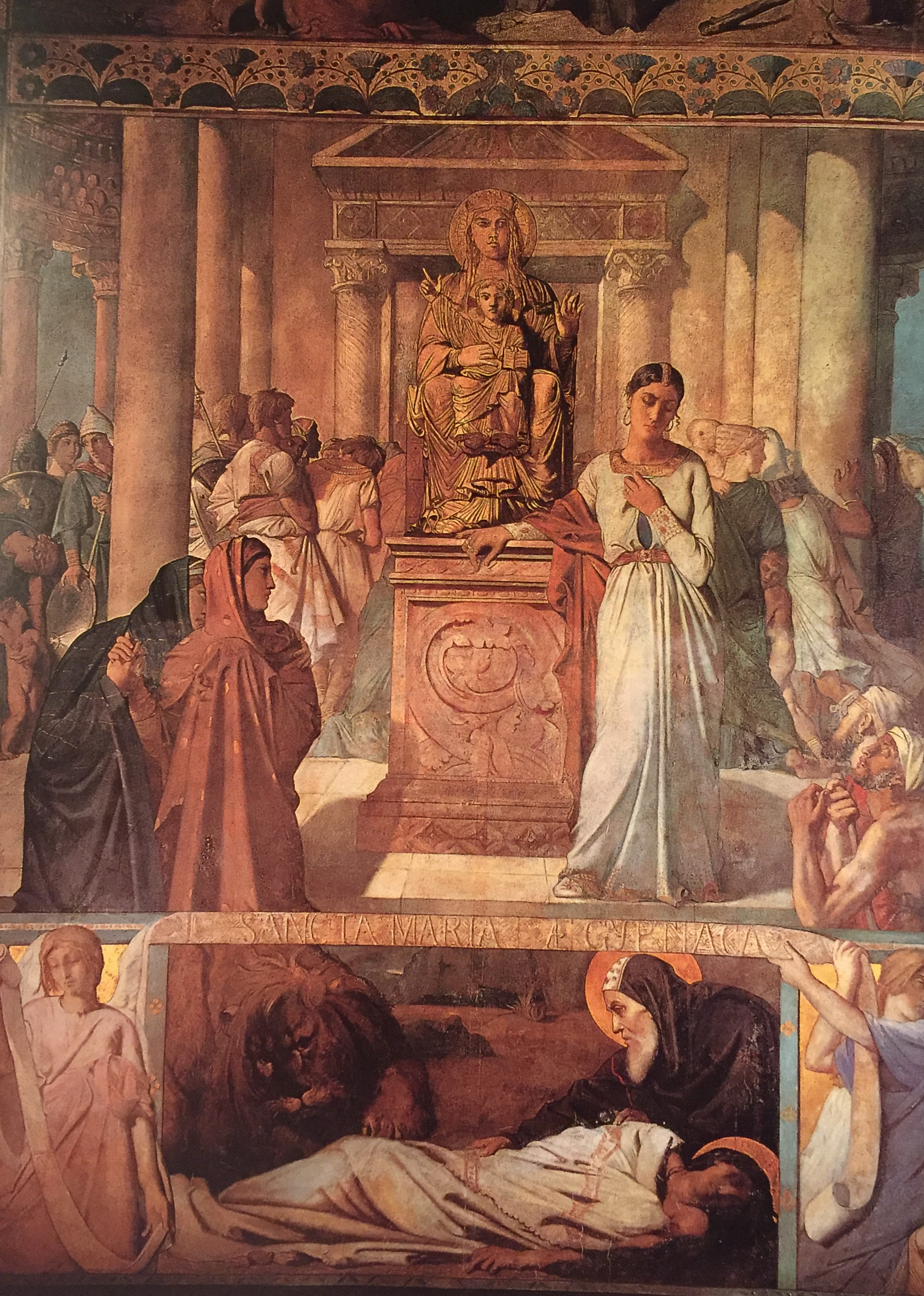
Sainte Marie l'Égyptienne (1841-1842), fresque par Théodore Chassériau Paris, église Saint-Merri.
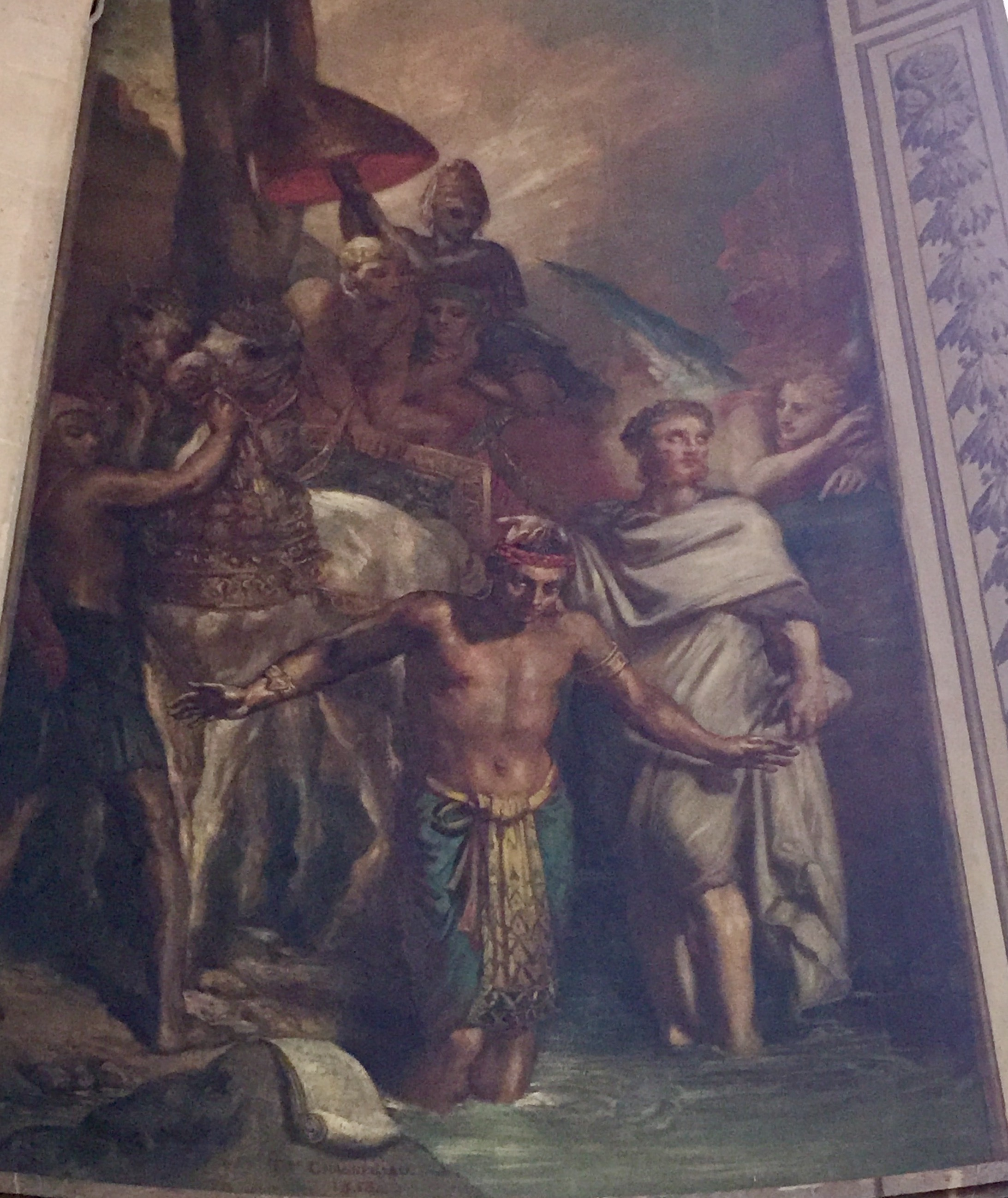
Saint Philippe baptisant l'eunuque de la reine d'Ethiopie par Théodore Chassériau (1853), Paris, église Saint-Roch, chapelle des fonts baptismaux.
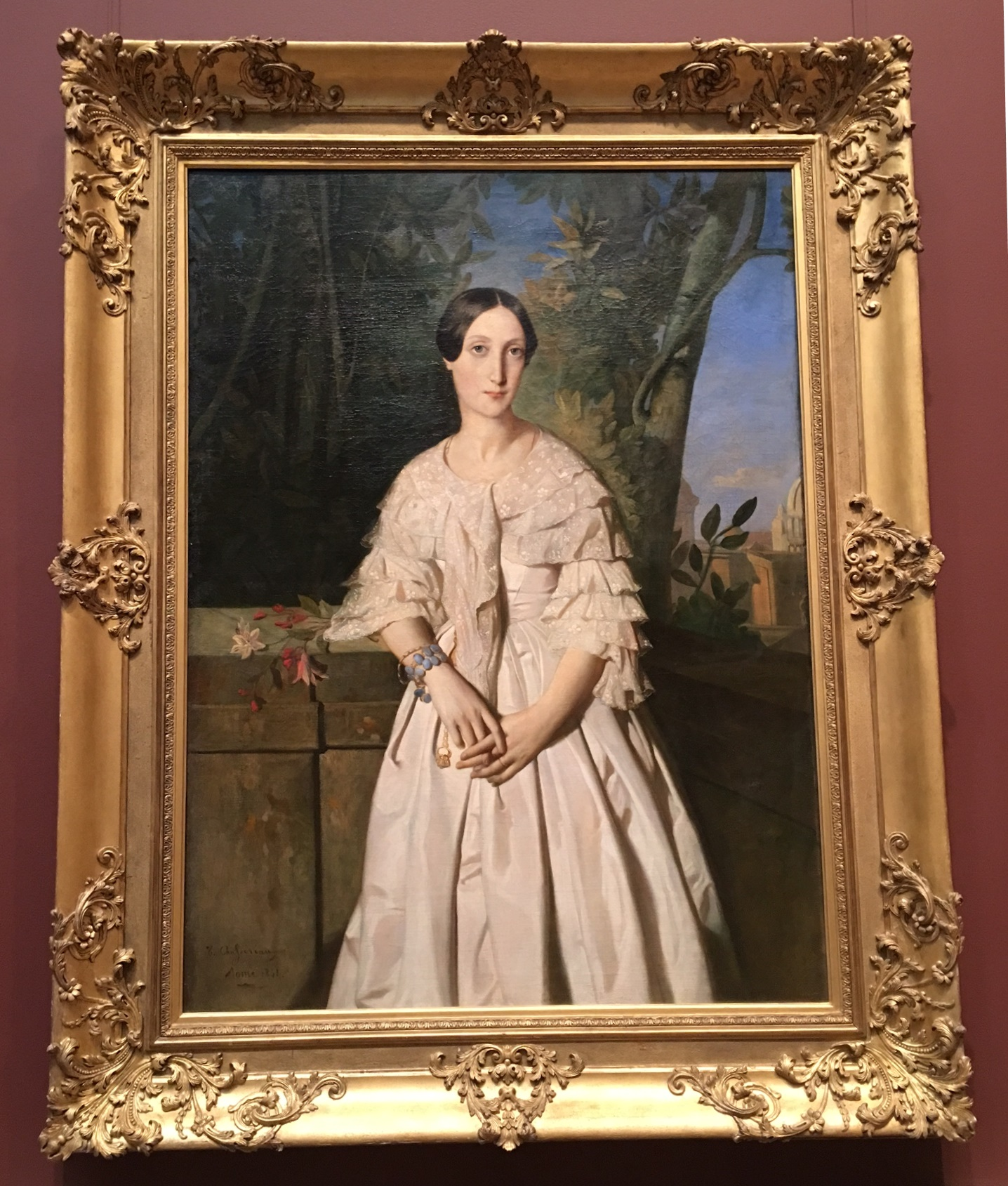
Portrait de la comtesse de La Tour Maubourg par Théodore Chassériau, Metropolitan Museum of Art, New York.
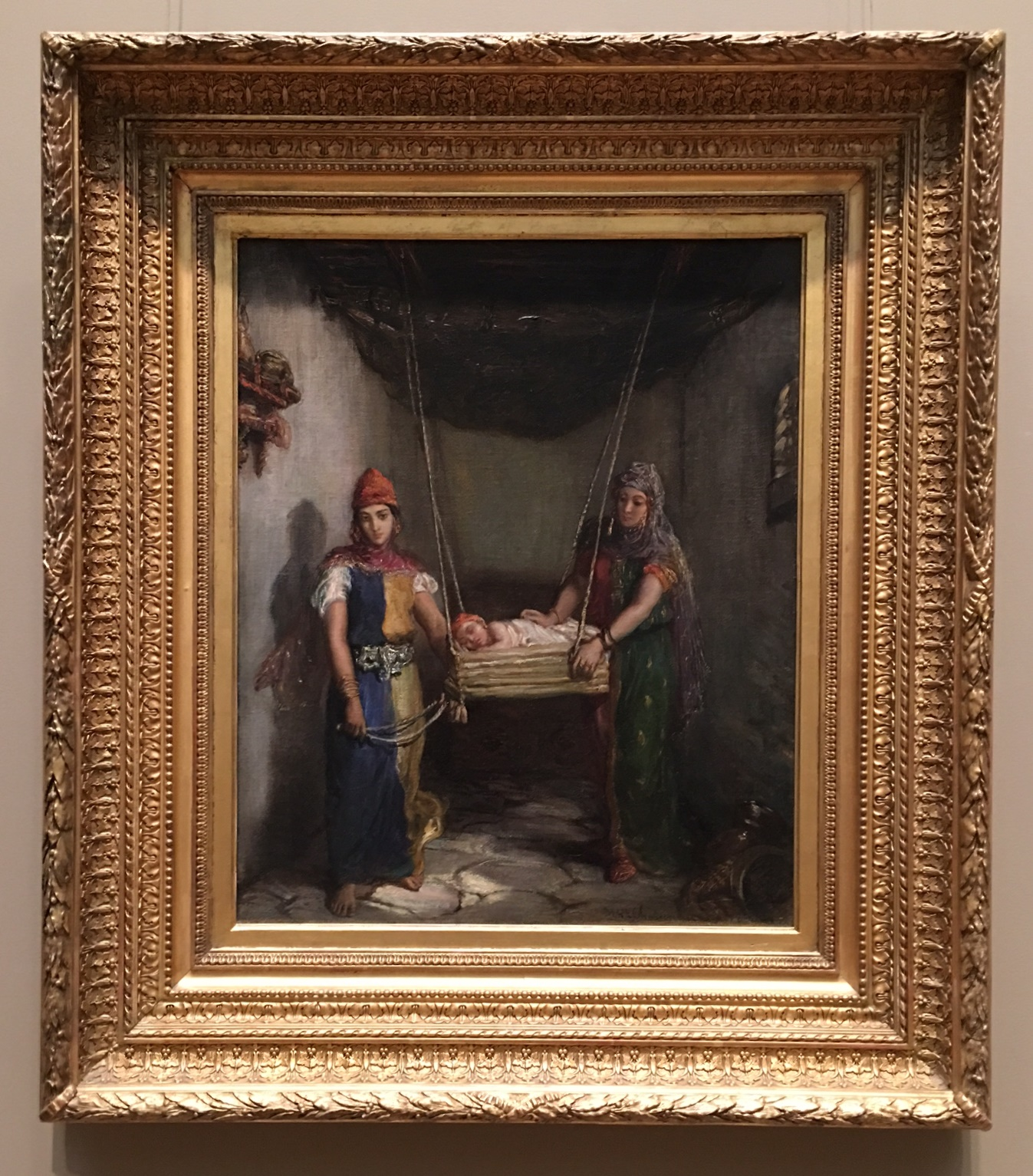
Deux jeunes juives de Constantine berçant un enfant par Théodore Chassériau, Metropolitan Museum of Art, New York.
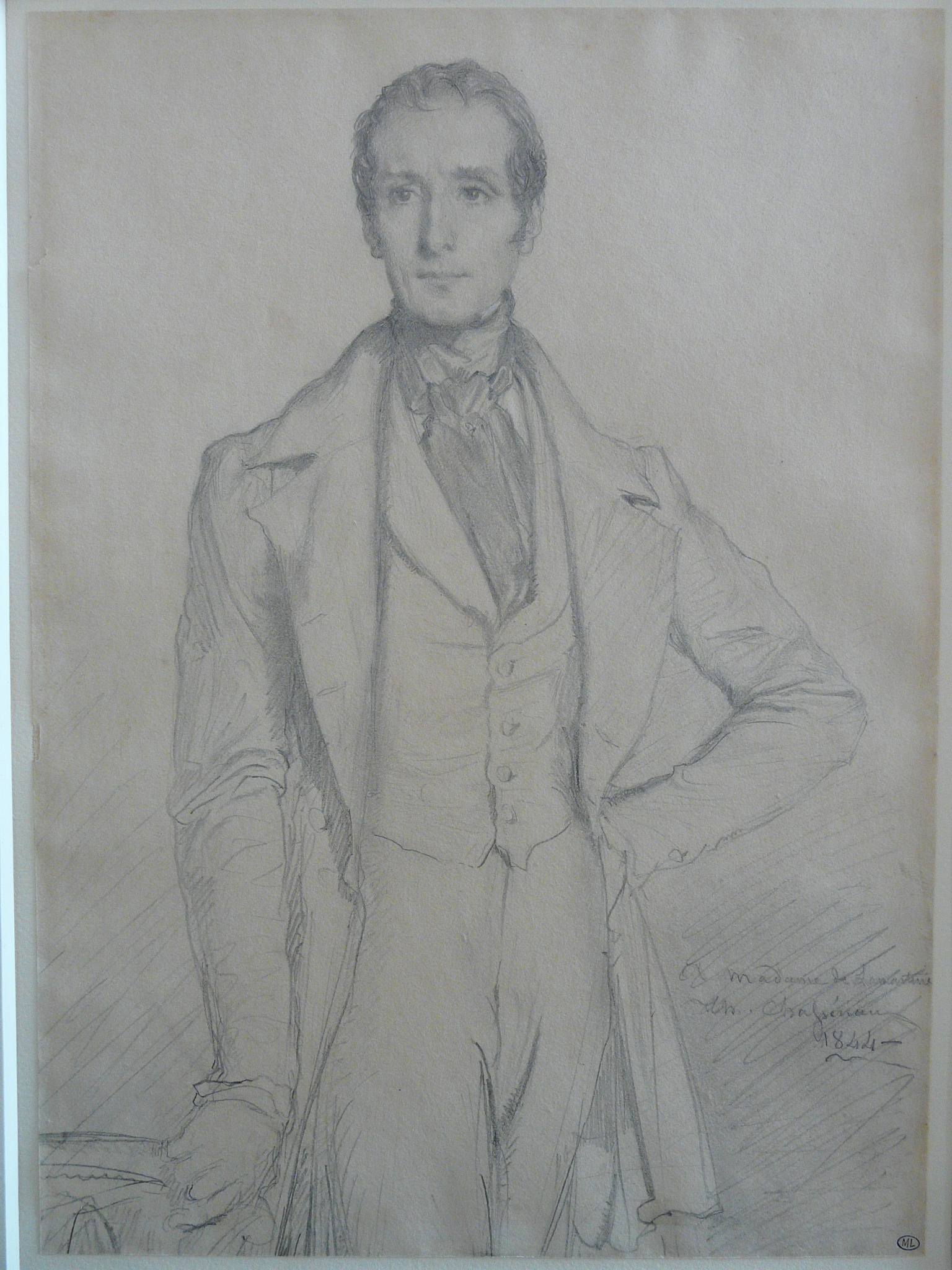
Portrait d'Alphonse de Lamartine par Théodore Chassériau (1844), musée du Louvre.
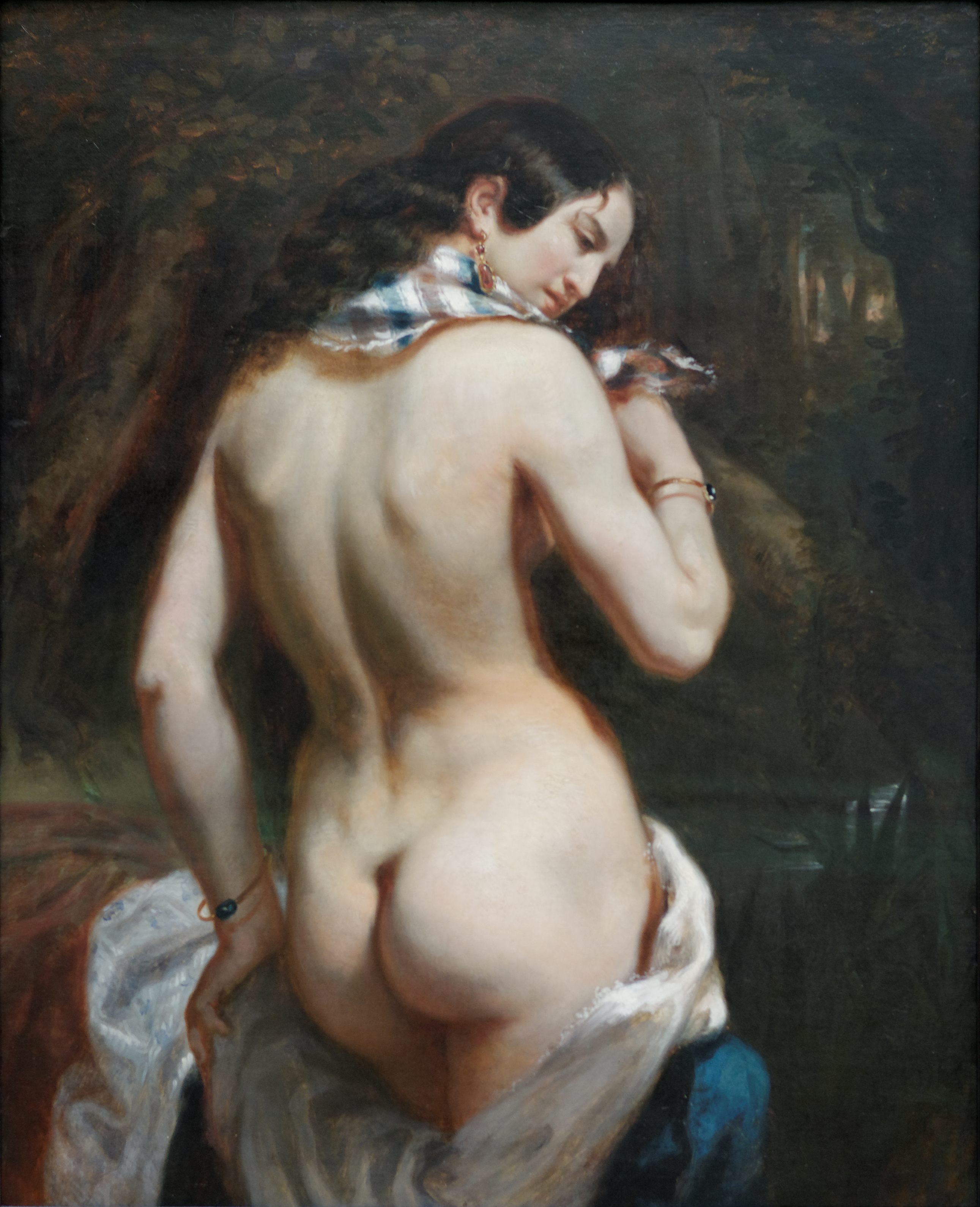
La Baigneuse par Théodore Chassériau (1842), Munich, Neue Pinakothek.
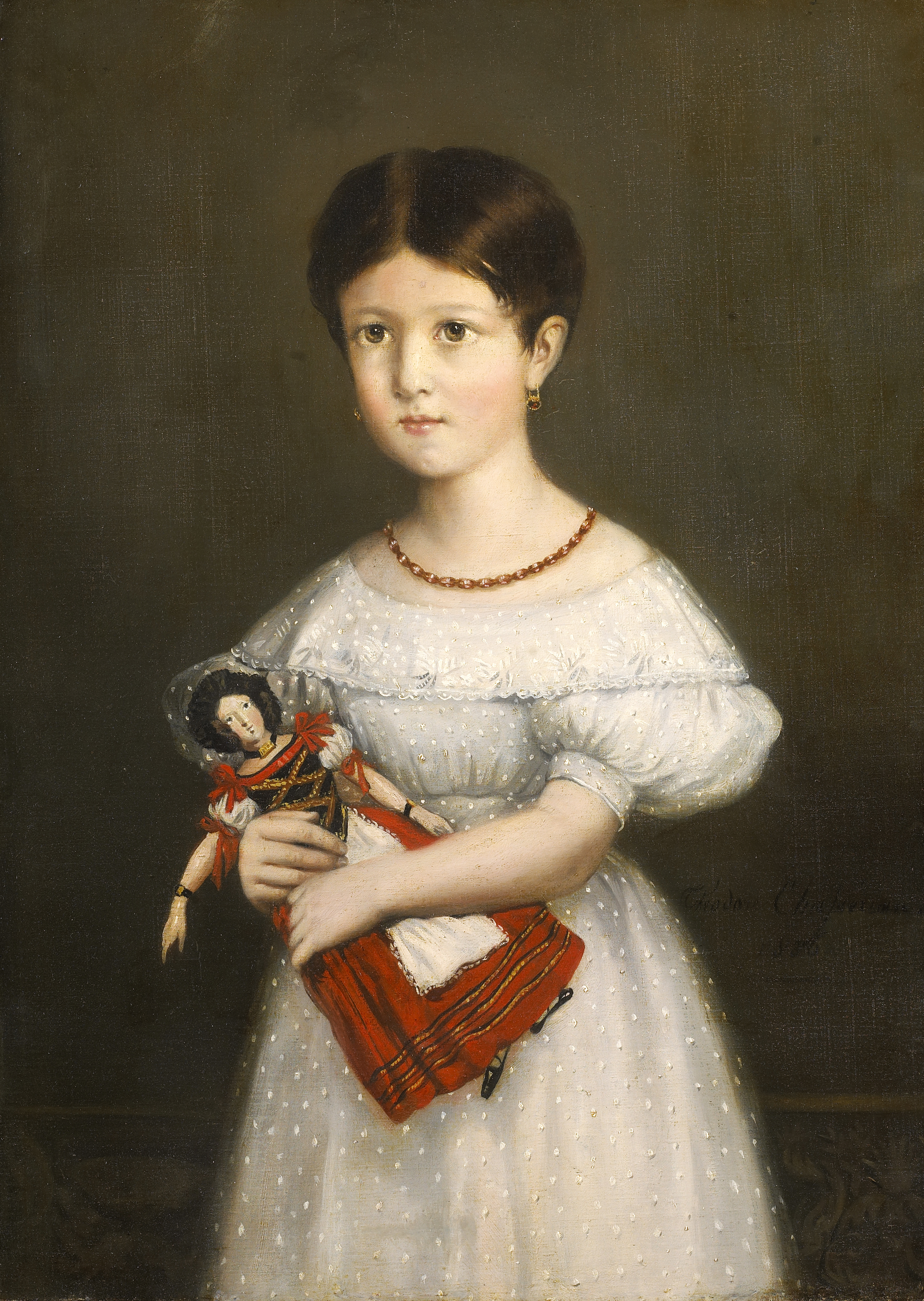
L'Enfant & la poupée, portrait de Laure Stéphanie Pierrugues par Théodore Chassériau , 1836, huile sur toile, 79,5 × 57 cm, coll. privée.
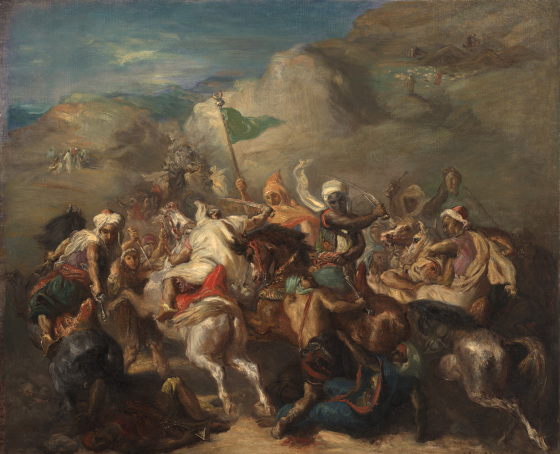
Bataille de cavaliers arabes autour d'un étendard par Théodore Chassériau (1854), huile sur toile 54 × 64 cm, Dallas Museum of Art.

## Expositions

### Rétrospectives monographiques
- Hace 200 anos nacía Théodore Chassériau, Exposition commémorative du bicentenaire de Chassériau, Ambassade de France en République dominicaine[32] et Galeria nacional de Bellas artes Saint-Domingue (République dominicaine), 2019-2020[33]
- Théodore Chassériau : Parfum exotique, Musée national de l'art occidental de Tokyo (Japon), 2017. (Vernissage de l'exposition « Théodore Chassériau : Parfum exotique » 27 février 2017)[34],[35]
- Théodore Chassériau : Obras sobre papel, galerie nationale des beaux-arts de Saint-Domingue et Centre culturel León de Santiago de los Caballeros (République dominicaine), 2004.
- Chassériau (1819-1856) - Un autre romantisme, New York, Metropolitan Museum of Art ; Paris, Galeries nationales du Grand Palais ; Strasbourg, musée des beaux-arts, 2002.
- Chassériau (1819-1856) : exposition au profit de la Société des amis du Louvre, Paris, galerie Daber, 1976.
- Theodore Chassériau (1819-1856), Poitiers, musée Sainte-Croix, 1969.
- Théodore Chassériau, Alger musée national des beaux-arts, 1936.
- Rétrospective Théodore Chassériau (1819-1856), Paris, musée de l'Orangerie, 1933.
- Aquarelles et dessins de Chasseriau (1819-1856), Paris, galerie L. Dru, 1927.
- Les Peintres orientalistes français - 4e Exposition : Rétrospective Théodore Chassériau, Paris, galerie Durand-Ruel, 1897.

### Expositions collectives
- Plays Enacted in Prints: Shakespeare and Goethe by the French Romantics, Musée national de l'art occidental de Tokyo (Japon) (mise en perspective de la suite Othello de Chassériau et celle illustrant Faust et Hamlet de  Delacroix), octobre 2022-janvier 2023
- La force du dessin, Collection Prat, Paris, Petit Palais, 2020.
- Exposition “Les Orientales” (Delacroix, Colin, Deveria, Boulanger, Chassériau), Paris, Maison de Victor Hugo, 2010.
- Exposition “Le Louvre”, prêt de la Vénus Anadyomène de Chassériau au musée national de Corée, Séoul, 2007.
- Le Second Empire, Paris, musée Jacquemart-André, 1957.
- Exposition des orientalistes, Paris, galerie Charpentier, 1933.
- Exposition coloniale internationale, Paris, 1931.
- Centenaire de la conquête de l'Algérie. 1830-1930, Paris, Petit Palais, mai-juin 1930.
- The French painters of northern Africa, New York, The John Wanamaker galleries, 1927.
- Exposition d'art français, Prague, Maison municipale de Prague, 1923.
- Exposition Föreningen Fransk Konst (exposition d'art français), Stockholm, 1922.
- Exposition du théâtre romantique, Paris, musée Victor-Hugo, 1921.

## Hommages

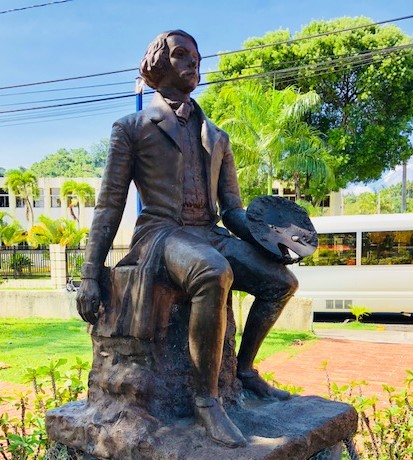
Statue de Théodore Chassériau située à Santa Bárbara de Samaná, (République dominicaine).

- Place Théodore-Chassériau située dans le 8e arrondissement de Paris.

Le Conseil de Paris a voté à l'unanimité le 9 mars 2021, la décision de donner le nom de Théodore Chassériau à la place qui jouxte l'église Saint-Philippe-du-Roule. La mairie de Paris, la mairie du 8e arrondissement de Paris, les Amis de Théodore Chassériau et Louis-Antoine Prat ont soutenu cette initiative et travaillent afin qu'elle aboutisse. La Ville de Paris avait déjà voté, en 1931, la création d'une rue Chassériau, en même temps qu'une place Auguste Renoir, dans le lotissement prévu à l'emplacement de l'ancienne usine à gaz de Passy. Le lotissement ne verra jamais le jour, l'emplacement étant dédié en 1952 à la Maison de la Radio.
- Prix de gravure Chassériau de l'Institut de France (Académie des beaux-arts)[40],[41].
- Des rues en France, à La Rochelle, Avignon, Perpignan, Vitrolles (Bouches-du-Rhône), Saint-Cyprien (Pyrénées-Orientales), Saint-Denis (La Réunion) et en République dominicaine à Saint-Domingue, Santa Bárbara de Samaná et Las Terrenas, portent son nom.
- Théodore Chassériau est représenté dans la grande fresque de Maurice Denis, située dans l’escalier Dutuit du Petit Palais (1925). Il est portraituré entre Edouard Manet et son maître Jean Dominique Ingres[42].
- L'école Théodore Chassériau, école française à Las Terrenas en République dominicaine.
- Concours de réinterprétation des œuvres de Chassériau - 2016 - organisé par la Galerie nationale des Beaux-arts de Santo Domingo (République dominicaine) et l'ambassade de France en République dominicaine.

#### Catalogues d'exposition
- Megumi Jingaoka, Vincent Pomarède, Jean-Baptiste Nouvion[1], Stéphane Guégan, Sakurako Okasaka, Yuko Nakatsumi, Théodore Chassériau : Parfum exotique, [catalogue d'exposition], Musée national de l'art occidental de Tokyo (Japon), 2017
- Marianne de Tolentino, Théodore Chassériau : Obras sobre papel, [catalogue d'exposition], Galerie nationale des Beaux-arts de Saint-Domingue et Santiago de los Caballeros (République dominicaine), 2004.
- Bruno Chenique, Stéphane Guégan, Vincent Pomarède et Louis-Antoine Prat, Théodore Chassériau 1819-1956, un autre romantisme, [catalogue d'exposition], Paris, Grand Palais ; Strasbourg, musée des beaux-arts ; New York, Metropolitan Museum of Art, 2002-2003.
- (en) Bruno Chenique, Stéphane Guégan, Vincent Pomarède et Louis-Antoine Prat, Théodore Chassériau 1819-1956, The Unknown Romantic, [catalogue d'exposition], Paris, Grand Palais ; Strasbourg, musée des beaux-arts ; New York, Metropolitan Museum of Art, 2002-2003.
- Sous la direction de Stéphane Guégan et Louis-Antoine Prat, Chassériau (1819-1856) : un autre romantisme, conférences et colloques, Louvre/La documentation française, Paris, 2002,  (ISBN 2-11-005257-0) ; 360p.
- Alfred Daber, Marc Sandoz (préfaces), Chassériau 1819-1856, [catalogue d'exposition], Galerie Daber, 1976
- Jean-Louis Vaudoyer (préface), Chassériau 1819-1856, [catalogue d'exposition], Musée de l'Orangerie, 1933
- Sous la direction d’Emmanuelle Brugerolles, Ingres et ses élèves, Carnets d’études 39, Beaux-arts de Paris éditions, 2017.

#### Ouvrages biographiques
- Jean-Michel Leniaud, La Cour des comptes au Palais d'Orsay. Chronique d'un drame de pierre, La Documentation Française, 2021 (p.74-90)
- Xavier d'Hérouville, L'Idéal moderne selon Charles Baudelaire et Théodore Chassériau, Paris, L'Harmattan, 2016.
- Jean-Baptiste Nouvion, Marianne de Tolentino (préface), Chassériau - Correspondance oubliée[2],[3], Paris, Les Amis de Théodore Chassériau, 2014.
- André-Pierre Nouvion, Trois familles en Périgord-Limousin dans la tourmente de la Révolution et de L'Empire : Nouvion, Besse-Soutet-Dupuy et Chassériau, Paris, 2007.
- Marie-Cécile Forest, Bruno Chenique, Stéphane Guégan, Emmanuelle Brugerolles et Henry-Claude Cousseau (préface), Quand Moreau signait Chassériau, Paris, École nationale supérieure des beaux-arts, 2005.
- Christine Peltre, Théodore Chassériau, Paris, Gallimard, 2002.
- Louis-Antoine Prat, « Théodore Chassériau (1819-1856) », Cahiers du Dessin français, no 5, Paris, galerie de Bayser, 1989.
- Louis-Antoine Prat, Dessins de Théodore Chassériau : 1819-1856, 2 vol., Paris , musée du Louvre, Cabinet des dessins, ministère de la Culture et de la Communication, Éditions de la Réunion des musées nationaux, 1988.
- Marc Sandoz, Théodore Chassériau, 1819 1856, catalogue raisonné des peintures et estampes, Paris, Arts et Métiers Graphiques, 1974.
- (de) Werner Teupser, Theodore Chasseriau, Zeitschrift für Kunst.
- Léonce Bénédite, Théodore Chassériau: sa vie et son œuvre, Paris, 1931.
- Goodrich, Théodore Chassériau, 1928.
- Henri Focillon, « La peinture au XIXe siècle : Le retour à l'antique », in Le Romanticisme, Paris, 1927.
- Jean Laran, Théodore Chassériau, Paris, 1921.
- Léandre Vaillat, « L'Œuvre de Théodore Chassériau », Les Arts, Paris, août 1913.
- Léandre Vaillat, « Chassériau », L'Art et les Artistes, Paris, 1907.
- Valbert Chevillard, « Théodore Chassériau », Revue de l'art ancien et moderne, no 3, Paris, 10 mars 1898.
- Robert de Montesquiou, Alice et Aline, une peinture de Théodore Chassériau, Paris, Éd. Charpentier et Fasquelle, 1898.
- La Chronique des arts et de la curiosité, no 9, 27 février 1897.
- Ary Renan, Les Peintres orientalistes, Paris, galerie Durand-Ruel, 1897.
- Valbert Chevillard, Un peintre romantique : Théodore Chassériau, Paris, 1893.
- Aglaüs Bouvenne, Théodore Chassériau : Souvenirs et Indiscrétions, Paris, A. Detaille, 1884. Réédition par Les Amis de Théodore Chassériau en 2012 ; traduit en espagnol en 2013.
- Théophile Gautier, « L'Atelier de feu Théodore Chassériau », L'Artiste, no 14, 15 mars 1857.
- Théophile Gautier, La Presse, 25 mai 1832, Paris, 27 mars 1844 et 24 juin 1853. Critiques de toiles de Théodore Chassériau.